# Rojo, blanco y sangre azul (película)
Rojo, blanco y sangre azul (Red, White & Royal Blue en inglés) es una comedia romántica cinematográfica estadounidense de 2023 dirigida por Matthew López en su debut como director de películas, quien también es autor del guion junto a Ted Malawer. Se basa en la novela de 2019 del mismo título de Casey McQuiston; describe cómo se gesta una historia de amor entre el hijo de la presidenta de los Estados Unidos (Taylor Zakhar Perez) y un príncipe británico (Nicholas Galitzine). Clifton Collins Jr., Sarah Shahi, Rachel Hilson, Stephen Fry y Uma Thurman aparecen en papeles secundarios.
En 2019, Amazon Studios anunció el desarrollo de la película con Greg Berlanti como productor. López fue anunciado como director y coguionista con Malawer en 2021. Los anuncios del casting comenzaron en junio de 2022 dándose a conocer la participación de Zakhar Perez, Galitzine y Thurman. La mayoría del elenco restante se anunció el mes siguiente. El rodaje tuvo lugar en Inglaterra entre junio y agosto de 2022.
Red, White & Royal Blue se estrenó en el BFI IMAX de Londres el 22 de julio de 2023 y se estrenó en Amazon Prime Video, el 11 de agosto.

## Argumento
Alex Claremont-Diaz es el hijo de Ellen Claremont, la primera mujer presidenta de los Estados Unidos, que se postula para la reelección. Durante su visita al Reino Unido para una boda real, tiene un altercado físico con Henry, un príncipe británico. El incidente es fotografiado y muy publicitado y ambas partes obligan a Alex y Henry a fingir ser amigos para evitar que se convierta en una crisis diplomática y mediática en toda regla que distraiga la atención de la candidatura electoral de la madre de Alex. Los dos se vuelven cercanos con el tiempo y desarrollan una relación de amigos con beneficios, eventualmente enamorándose.

## Reparto
- Taylor Zakhar Perez como Alex Claremont-Diaz[1]
- Nicholas Galitzine como Príncipe Henry el nieto del rey James III, tercero en la línea de sucesión al trono británico.[1]
- Clifton Collins Jr. como Senador Oscar Diaz, el padre de Alex.[2]
- Sarah Shahi como Zahra Bankston, la jefa de gabinete de Ellen Claremont.[1]
- Rachel Hilson como Nora Holleran, la mejor amiga de Alex y nieta del Vicepresidente de los Estados Unidos.[1]
- Stephen Fry como Rey James III, el monarca británico, abuelo del príncipe Henry.[3]
- Uma Thurman como Ellen Claremont, la primera mujer presidenta de los Estados Unidos y madre de Alex.[1]
- Ellie Bamber como Princesa Beatrice, la hermana menor del príncipe Henry y cuarta en la línea de sucesión al trono británico.
- Thomas Flynn como Príncipe Phillip, el hermano mayor del príncipe Henry y segundo en la línea de sucesión al trono británico.
- Malcolm Atobrah como Percy «Pez» Okonjo[4]
- Juan Castaño como Miguel Ramos, un periodista político y aventura pasada de Alex.
- Akshay Khanna como Shaan Shrivistava, caballerizo del príncipe Henry.
- Aneesh Sheth como Amy, una agente del Servicio Secreto de Estados Unidos[2]
- Sharon D. Clarke como la primera ministra del Reino Unido.
- Donald Sage MacKay como Jeffrey Richards, un candidato del Partido Republicano y principal amenaza política para Ellen, que busca la reelección.
- Rachel Maddow como ella misma.
- Joy Reid como ella misma.
- Casey McQuiston como la redactora de discursos de Ellen Claremont.

## Producción

### Desarrollo
En abril de 2019, se informó que Amazon Studios había ganado una subasta de los derechos cinematográficos de Red, White & Royal Blue, que sería producida por Berlanti Productions a través de su subsidiaria Berlanti-Schechter Films. En octubre de 2021, se informó que Matthew Lopez fue contratado para dirigir y reescribir un borrador del guion de Ted Malawer.

### Casting
En junio de 2022, Taylor Zakhar Perez y Nicholas Galitzine fueron anunciados como los protagonistas de la película, interpretando a Alex Claremont-Diaz y al príncipe Henry respectivamente. Uma Thurman fue elegida para interpretar a Ellen Claremont. Clifton Collins Jr., Stephen Fry, Sarah Shahi, Rachel Hilson, Ellie Bamber, Aneesh Sheth, Polo Morín , Ahmed Elhaj y Akshay Khanna también fueron anunciados para unirse al elenco. La producción comenzó en el Reino Unido ese mismo mes. En julio de 2022, Sharon D. Clarke, Malcolm Atobrah y Thomas Flynn fueron elegidos para unirse al elenco.

### Rodaje
La fotografía principal comenzó en el Reino Unido en junio de 2022 y concluyó ese agosto.

## Música
Drum & Lace compuso la partitura de la película. El álbum de la banda sonora fue lanzado el 11 de agosto de 2023 por Lakeshore Records.
El álbum incluye canciones de los artistas Vagabon y Oliver Sim. «If I Loved You» de Vagabon fue lanzado como sencillo promocional el 26 de julio de 2023. Es una versión de la canción del mismo nombre del musical, Carousel . Le siguió «Fruit (Red, White & Royal Blue Version)» de Sim el 3 de agosto de 2023. Es una versión orquestal de su canción del mismo nombre de su álbum de 2022, Hideous Bastard.
Track listing

Toda la música compuesta por Drum & Lace, excepto donde se indique. 
| N.º | Título                                                 | Productor(es) | Duración |  |
| 1.  | «If I Loved You» (Vagabon)                             | Vagabon       | 2:52     |  |
| 2.  | «Buckingham Palace»                                    |               |          |  |
| 3.  | «Anxious Alex»                                         |               |          |  |
| 4.  | «Press Day»                                            |               |          |  |
| 5.  | «Soft Side»                                            |               |          |  |
| 6.  | «Later Your Majesty»                                   |               |          |  |
| 7.  | «Text Bants»                                           |               |          |  |
| 8.  | «First Kiss»                                           |               |          |  |
| 9.  | «Red Room»                                             |               |          |  |
| 10. | «Or I’ll Else I’ll Vanish»                             |               |          |  |
| 11. | «In Good Hands»                                        |               |          |  |
| 12. | «Pillow Talk»                                          |               |          |  |
| 13. | «Twenty-Seven»                                         |               |          |  |
| 14. | «Texas»                                                |               |          |  |
| 15. | «I’m Coming In»                                        |               |          |  |
| 16. | «Dear Henry»                                           |               |          |  |
| 17. | «Lost in a Moment»                                     |               |          |  |
| 18. | «Dive Deep»                                            |               |          |  |
| 19. | «Tell Me to Leave»                                     |               |          |  |
| 20. | «Museum»                                               |               |          |  |
| 21. | «Runway Goodbyes»                                      |               |          |  |
| 22. | «Leaked Emails»                                        |               |          |  |
| 23. | «No Turning Back»                                      |               |          |  |
| 24. | «Election Night»                                       |               |          |  |
| 25. | «Openhearted Fearless and Alive»                       |               |          |  |
| 26. | «We Won»                                               |               |          |  |
| 27. | «Fruit (Red, White & Royal Blue Version)» (Oliver Sim) | Casey MQ      | 2:49     |  |

## Estreno
Red, White & Royal Blue tuvo su estreno mundial en el BFI IMAX de Londres el 22 de julio de 2023, aunque sus actores estuvieron ausentes debido a la huelga de SAG-AFTRA de 2023. Matthew López fue el único miembro de la producción presente, pero no caminó por la alfombra roja ni dio entrevistas, dado que también estaba en huelga como miembro del Sindicato de Guionistas de Estados Unidos.
La película se estrenó en Amazon Prime Video el 11 de agosto de 2023. Para su estreno durante el fin de semana fue la película más vista en todo el mundo en la plataforma y provocó lo que Prime Video describió como "una enorme oleada" de nuevos suscriptores.

## Recepción
En el sitio web del agregador de reseñas, Rotten Tomatoes, la película posee un índice de aprobación del 75%, basado en 114 reseñas, con una calificación promedio de 7.6/10.

## Secuela
El 9 de mayo de 2024, Amazon MGM Studios, anunció una película secuela de la historia original. Además confirmó el regreso de sus dos protagonistas, Taylor Zakhar Perez y Nicholas Galitzine, en sus respectivos personajes.